# Das Erste
«Дас Эрсте» («Das Erste» — букв. «Первая») — 1-я программа телевидения Германии (до 15 декабря 1990 года — только телевидения ФРГ, до 1 января 1954 года — северо-западно-германская). Вещание по ней ведётся вещательными организациями всех земель Германии и координируется Баварским радио.

## История
Вещание по программе ведётся с 25 декабря 1952 года Северо-Западно-Германское радио. С 1954 года включала двухчасовые детские и юношеские передачи с 16:30 до 18:00, с 1959 года появились региональные передачи с 18:45 до 20:00, позднее (с 1966 года) с 18:00 до 20:00, ещё позднее с 17:25 до 20:00 (отменён в 1993 году), с 1969 года — передачи поздно вечером, с 1981 года — совместные со Вторым германским телевидением дообеденные передачи (до 1999 года — информационные, информационно-развлекательные и тематические, с 1999 года — только информационные и утренние информационно-развлекательные), с 1989 года — послеобеденные передачи (дневной перерыв в вещании был отменён), с 1992 года — передачи ранним утром, с 1 сентября 1995 года — ночные передачи.

## Логотип
С 1 октября 1984 года логотипом является жирная единица с подрезанным под углом основанием. Логотипы советского «Первого канала ЦТ», украинского «Першого національного» (1998—2005) и российского «Первого канала» (в новогодние праздники 1999—2000 и с 1 октября 2000) создавались по подобию логотипа Das Erste. Современный постоянный вариант (прозрачная единица в белом круге) используется с 2015 года.

Четвертый вариант логотипа (1970 – 30 сентября 1984). Появлялся только в межпрограммных заставках и отсутствовал во время передач
Пятый вариант логотипа (1 октября 1984 – 31 декабря 1996). До 1994 года появлялся только в межпрограммных заставках и отсутствовал во время передач
Шестой вариант (1 января 1997 – 2003)
Седьмой вариант (2003 – 2015). Данная планировка коммерческих логотипов вещательных организаций земель используется и в настоящее время
Седьмой эфирный вариант (2003 – 2015). В коммерческих логотипах общенемецких тематических телеканалов мультиплекса ARD и вещательных организаций земель используется вместо знака ® и в настоящее время
Восьмой вариант (с 2015)
Восьмой эфирный вариант (с 2015)
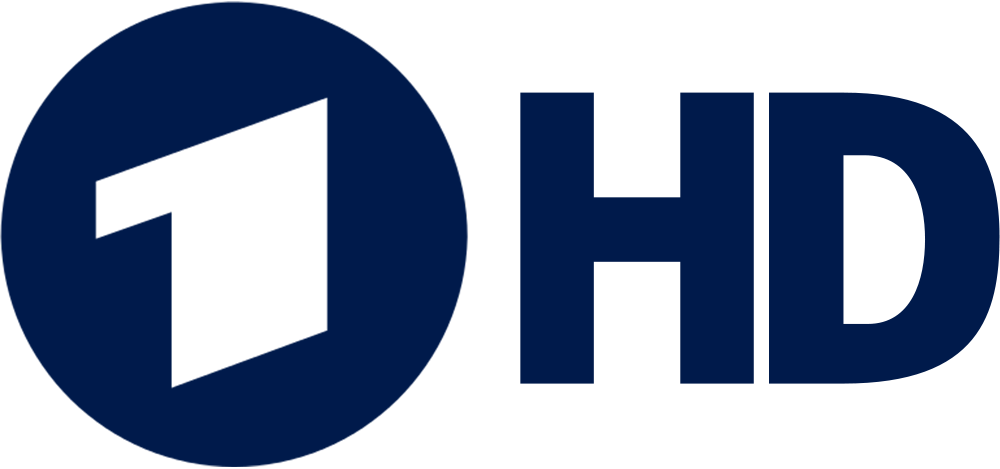
Восьмой вариант для HD-версии (с 2015)

## Телепередачи
Подготовку и выпуск тематических телепередач и заказ на производство телешоу осуществляют государственные вещательные организации земель. Творческую часть координации, выпуск анонсов, фильмов, телефильмов и телесериалов осуществляет дирекция программ Первого немецкого телевидения (Programmdirektion Erstes Deutsches Fernsehen) как подразделение Баварского радио, техническую часть координации — вещательный центр ARD (ARD-Sendezentrum) как подразделение Гессенского радио, выпуск информационных передач и подготовку репортажей внутри страны осуществляет Главная редакция информации ARD-aktuell (подразделения Северо-Германского радио), подготовку зарубежных репортажей информационных программ осуществляют зарубежные корреспонденты земельных вещательных организаций, в свою очередь земельные вещательные организации снабжаются информацией Столичной студией ARD (ARD-Hauptstadtstudio), которая является подразделением Радио Берлина и Бранденбурга и осуществляет также подготовку и выпуск передачи Bericht aus Berlin (букв. «Репортаж из Берлина»), а также таких передач как Farbe Bekennen («Будьте откровенны»), Berliner Runde (букв. «Берлинский раунд») и репортажи со съездов партий (Bericht vom Parteitag). К 2009 году передачи и фильмы телеканала комплектовались следующим образом:
| Вещательная организация      | Доля в % |
| ---------------------------- | -------- |
| Западно-Германское радио     | 21,40    |
| Юго-Западное радио           | 18,20    |
| Северо-Германское радио      | 17,60    |
| Баварское радио              | 15,95    |
| Центрально-Германское радио  | 10,85    |
| Гессенское радио             | 7,40     |
| Радио Берлина и Бранденбурга | 6,60     |
| Саарландское радио           | 1,25     |
| Радио Бремена                | 0,75     |

Информационные телепередачи
- с момента начала вещания по телеканалу — Tagesschau (букв. «Ежедневное обозрение») — утренние (пятиминутные в рамках программ «АРД Моргенмагацин» и «ЦДФ Моргенмагацин» и более длинные вне её), дневные (часть из которых выпускаются ежечасно) и вечерний (главный) выпуски новостей, информационная программа Первого германского телевидения, включает в себя бюллетени новостей, репортажи (в дневных выпусках с конца 1980-х), прогноз погоды (рубрика «Wetter»), ведётся дикторами, подготавливается совместным подразделением «ARD Aktuell»
  - 10-20-минутные выпуски новостей в:
    - с 1981 года — в 09.00 (в 1982—1989 гг. — Videotext für alle (букв. «Видеотекст для всех»), по сути являвшаяся автоматически переключаемым телетекстом), в 1981—1989 гг. — повтор выпуска Tagesthemen за предыдущий день, до 2012 года чередовались с выпусками Heute (букв. «Сегодня»);
    - с 1981 года — в 12.00 (в 1982—1989 гг. — Videotext für alle, до 2012 года чередовались с выпусками Heute;
    - с 1989 года[13] — в 14.00;
    - с 1989 года — в 15.00;
    - с 1966 года — в 16.00;
    - с 1963 года — в 17.00, ранее — в 17.50;
    - с 1952 года — в 20.00
- с 1961 года «Тагестемен» («Tagesthemen» — букв. «Темы дня») — ежедневная (до 1992 года — будничная[14], до этого вместо неё по будням выпускался 10-минутный выпуск «Тагессшау» поздно вечером) телегазета, информационная программа Первого германского телевидения, его выпуск новостей поздно вечером (с 1968 года 20-минутный, с 1978 года — получасовой), ведётся журналистами, до 1978 года — выпуск «Тагесшау» поздно вечером, включает в себя репортажи, бюллетени новостей (рубрика «Тагестемен Нахрихтен»), с 1968 года комментарии политических обозревателей (рубрика «Тагестемен Комментар», до 1978 года — «Тагесшау Комментар»), новости спорта (рубрика «Тагестемен Шпорт», ведётся спортивными комментаторами) и прогноз погоды (рубика «Тагестемен Веттер», ведётся отдельным диктором-метеорологом), до этого выпускался получасовой выпуск «Тагесшау» по будням поздно вечером, подготавливается совместным подразделением «АРД Актуэль»;
- с 1969 года — «Нахтмагацин» («Нахтмагацин») — ежедневная телегазета, информационная программа Первого германского телевидения, его 20-минутный полуночный выпуск новостей, ведётся журналистами, до 1995 года — выпуск «Тагесшау» около полуночи, включает в себя репортажи, бюллетени новостей (рубрика «Тагессшау Нахрихтен» которую ведут дикторы) и прогноз погоды («Тагессшау Веттер»), до этого «АРД Актуэлль» передавал пятиминутный ночной выпуск «Тагесшау», с конца 1980-х гг. включавший в себя также и репортажи, подготавливается совместным подразделением «АРД Актуэль»;
- «Вохеншпигель» («Wochenspiegel» — букв. «Зерцало недели») — еженедельная телегазета, аналитическая программа Первого германского телевидения, его воскресный полуденный получасовой выпуск новостей, включает в себя репортажи и бюллетени новостей (рубрика «Вохеншпигель Нахрихтен», вела дикторами), велась журналистами, выпуск прекращён, подготавливается совместным подразделением «АРД Актуэль»;
- «Берихт аус Берлин» (Bericht aus Berlin) — еженедельная телегазета, подготавливается столичной студией АРД, являющееся её столичным подразделением, до 1999 года выпускалась вместо пятничного выпуска «Тагестемен» и называлась «Берихт аус Бонн».

Ежедневные тележурналы
- с 1992 года — «АРД Моргенмагацин» (ARD-Morgenmagazin) — ежедневный утренний тележурнал, выпускается с 1992 года, еженедельно чередуется по 1-й и 2-й программам с тележурналом «ЦДФ-Моргенмагацин», до этого утренние передачи по немецкой 1-й программе отсутствовали, подготавливается Западно-Германским радио;
- с 1989 года — «АРД-Миттагсмагацин» (ARD-Mittagsmagazin) — ежедневный дневной тележурнал, выпускается с 1989 года, еженедельно чередуется по 1-й и 2-й программам с тележурналом «ЦДФ-Миттагсмагацин», до этого в по немецкой 1-й программе по будням существовал перерыв, подготавливается Радио Берлина и Бранденбурга;

Международные телепередачи
- «Вельтшпигель» («Weltspiegel» — букв. «Зеркало мира») — еженедельный международный общественно-политический тележурнал по воскресеньям в 19.20, ведётся политическими обозревателями, подготавливается по очереди Западно-Германским радио, Юго-Западным радио, Северо-Германским радио и Баварским радио.

Спортивные телепередачи
- «Шпортшау» («Sportschau» — «Спортивное обозрение») — еженедельный спортивный тележурнал, подготавливается Западно-Германским радио.

Общественно-политические телепередачи
- по четвергам еженедельно в 21.45 чередуются 30-минутные политические журналы (ведутся политическими обозревателями):
  - «Панорама» (Panorama), подготавливается Северо-Германским радио;
  - «Монитор» (Monitor), подготавливается Западно-Германским радио;
  - «Контрасте» (Kontraste), подготавливается Радио Берлина и Бранденбурга, ранее — Радиостанцией Свободного Берлина;
- по вторникам еженедельно в 21.45 чередуются 30-минутные политические журналы (ведутся политическими обозревателями):
  - «Репорт Мюнхен» (Report München), подготавливается Баварским радио;
  - «Репорт Майнц» (Report Mainz), подготавливается Юго-Западным радио;
  - «ФАКТ» (FAKT), подготавливается Центрально-Германским радио.

Другие телепередачи, подготавливаемые самими вещательными организациями земель
- «Ойропамагацин» («Europamagazin») — тележурнал о Европейском союзе, подготавливается Западно-Германским и Юго-Западным радио;
- «Плюс-минус» («plusminus») — тележурнал об экономике, подготавливается по очереди вещательными организациями всех земель, кроме Радио Берлина и Бранденбурга и Радио Бремена;
- «ТТТ» («ttt — titel, thesen, temperamente») — тележурнал о культуре, подготавливается по очереди
- «Копфбалл» («Kopfball») — тележурнал о науке, подготавливается Западно-Германским радио;
- «АРД-Буффет» («ARD-Buffet») — бульварная телегазета, подготавливается Юго-Западным радио, выпускается с 1998 год;
- «Бризант» («Brisant») — бульварная телегазета, подготавливается Центрально-Германским радио, выпускается с 1994 года;
- «Лайв нах нойн» («Live nach neun») — бульварная телегазета, подготавливается Западно-Германским радио, выпускается с 2018 года вещательными организациями всех земель кроме Юго-Западного радио, Радио Берлина и Бранденбурга и Радио Бремена;
- «Друкфриш» («Druckfrisch») — тележурнал о литературе, подготавливается по очереди Баварским, Северо-Германским, Западно-Германским, Гессенским и Центрально-Германским радио, выпускается с 2003 года;
- «Экстра 3» («Extra 3») — еженедельный сатирический тележурнал, производство Северо-Германского радио, выпускается с 1976 года;
- «Ферайнсхайм Швабинг» («Vereinsheim Schwabing») — развлекательная передача, подготавливается Баварским радио;
- «Нур им Эрстен» («Nuhr im Ersten») — сатирическая передача, подготавливается Западно-Германским радио и Радио Берлина и Бранденбурга;
- «Прессеклуб» («Presseclub») — телевизионная беседа, подготавливается Западно-Германским радио;
- «Фесте дер Фольксмузик» («Feste der Volksmusik») — музыкальная передача, подготавливается Центрально-Германским радио;
- «Дие Зендунг мит дер Мауз» («Die Sendung mit der Maus») — детская передача, подготавливается Западно-Германским радио;
- «Тигерентен Клуб» («Tigerenten Club») — детская передача, подготавливается Юго-Западным радио.

Телепередачи подготавливаемые частными телекомпаниями по заказу вещательных организаций земель
- «3 нах 9» («3 nach 9») — ток-шоу, подготавливается «Бремедиа Продуктион» по заказу Радио Бремена);
- «харт абер фер» ("hart aber fair) — ток-шоу, подготавливается обществом с ограниченной ответственностью «Ансагер унд Шипсельан» по заказу Западно-Германского радио;
- «Майшбергер. Дие Вохе» («maischberger. die woche») — ток-шоу, подготавливается обществом с ограниченной ответственность подготавливается обществом с ограниченной ответственностью «Винцент Берлин» по заказу Западно-Германского радио;
- «Кёльнер Трефф» («Kölner Treff») — ток-шоу, подготавливает обществом с ограниченной ответственностью «Энканто» по заказу Западно-Германского радио);
- «Карен Миозга» («Caren Miosga») — политическое ток-шоу, подготавливается обществом с ограниченной ответственностью «Карен Миозга» по заказу Северо-Германского радио;
- «Хир шприхт Берлин» («Hier spricht Berlin») — ток-шоу, подготавливается обществом с ограниченной ответственностью «Рэуберляйтер» по заказу Радио Берлина и Бранденбурга;
- «Иммер видер зоннтагс» («Immer wieder sonntags») — музыкальное телешоу, подготавливается обществом с ограниченной ответственностью «Киммиг Энтертейнмент» по заказу Юго-Западного радио;
- «Фраг дох маль дие Маус» («Frag doch mal die Maus») — телеигра, подготавливается обществом с ограниченной ответственностью «Ансагер унд Шипсельан» по заказу Западно-Германского радио;
- «20-икс-икс» («20xx — Das Quiz») — телеигра, подготавливается «И унд У ТВ» по заказу Северо-Германского радио;
- «Хиршхаузенс Квиз дез Мензен» («Hirschhausens Quiz des Menschen») — телеигра, подготавливается обществом с ограниченной ответственностью «Ансагер унд Шипсельан» по заказу Западно-Германского радио;
- «Кляйн геген Гросс» («Klein gegen Groß — Das unglaubliche Duell») — телеигра, подготавливается «И унд У ТВ» по заказу Северо-Германского радио;
- «Их вайс аллес!» («Ich weiß alles!») — телеигра, подготавливается «И унд У ТВ» по заказу Северо-Германского радио;
- «Квиц оне гренцен» («Quiz ohne Grenzen») — телеигра, подготавливается «И унд У ТВ» по заказу Северо-Германского радио;
- «Гефрагт — Гейягт» («Gefragt — Gejagt») — телеигра, подготавливается «Ай-Ти-Ви Студио Джермени» по заказу Северо-Германского радио;
- «Квицдуэль» («Quizduell») — телеигра, подготавливается «Ай-Ти-Ви Студио Джермени» по заказу Северо-Германского радио;
- «Вер вайс денн совас» («Wer weiß denn sowas?») — телеигра, подготавливается «УФА Шоу унд Фактуаль» по заказу Северо-Германского радио;
- «Виссен махт а!» («Wissen macht Ah!») — детское телешоу, подготавливается обществом с ограниченной ответственностью «ТВ-Визион» по заказу Западно-Германского радио).

Прочее
- До 1995 года перед фильмами и частью передач дикторами зачитывалось краткое содержание фильма и программы, а после окончания появлялась плашка с надписью «Das war der…(название программы или фильма, главные актёры и режиссёр)», после чего закадровым голосом зачитывалось напоминание о фильмах и некоторых передачах, которые вскоре выйдут в эфир («Unser Programmhinweis»), в этот же период в виде программной таблице перед окончанием передач показывалась программа передач на следующий день, после главного выпуска новостей — программа передач на вечер текущего дня.
- В 1980-х — первой половине 1990-х перед окончанием передач звучал гимн ФРГ.
- С 1 октября 1984 года позывные передаются на фоне компьютерно-графической заставке;
- До середины 1990-х годов после окончания передач показывалась настроечная таблица. Причём в начале 1990-х годов звуковым фоном для неё мог быть не высокочастотный сигнал, а заранее записанная повторяющаяся аудиозапись, на которой женским голосом озвучивалось «Erstes Deutsches Fernsehen ARD»;
- Реклама передаётся в период с 14 до 20 часов длительностью не более 3 минут за один блок и не более чем 20 минут в день и обычно включаются между передачами, а не прерывают их.

## Приём
Принимается во всех населённых пунктах Германии на обычную антенну:
- с 1952 до 25 августа 1967 года — на метровых волнах в стандарте разложения 576i;
- с 25 августа 1967 года до 30 июня 2009 года — на метровых волнах по системе «ПАЛ» в стандарте разложения 576i;
- с 1 ноября 2002 года — на дециметровых волнах по системе «ДВБ-Т»;
- с 12 февраля 2010 года по системам кабельного и спутникового телевидения — в стандарте разложения 720p.